# Stenocercus frittsi
Espèce
Statut de conservation UICN

 LC  : Préoccupation mineure
Stenocercus frittsi est une espèce de sauriens de la famille des Tropiduridae.

## Répartition
Cette espèce est endémique de la région de Huancavelica au Pérou.

## Étymologie
Cette espèce est nommée en l'honneur de Thomas H. Fritts.

## Publication originale
- Torres-Carvajal, 2005 : New species of Stenocercus (Squamata: Iguania) from the Andes of Central Peru with a redescription of Stenocercus variabilis. Journal of Herpetology, vol. 39, n. 3, p. 471-477 (texte intégral).